# Девід Дженкінс (легкоатлет)
Де́від Дже́нкінс  (англ. David Jenkins; 25 травня 1952) — британський легкоатлет, олімпійський медаліст.

## Виступи на Олімпіадах
| Олімпіада     | Дисципліна              | Місце          |
| ------------- | ----------------------- | -------------- |
| Мюнхен 1972   | біг на 400 метрів       | 5 h1 r3/4      |
| Мюнхен 1972   | естафета 4 x 400 метрів | 2              |
| Монреаль 1976 | біг на 400 метрів       | 7              |
| Монреаль 1976 | естафета 4 x 400 метрів | участь h1 r1/2 |
| Москва 1980   | біг на 400 метрів       | 7              |

## Зовнішні посилання
- Досьє на sport.references.com [Архівовано 4 листопада 2009 у Wayback Machine.]